# BMW 319
BMW 319 är en personbil, tillverkad av den tyska biltillverkaren BMW mellan 1934 och 1937.

## BMW 319
Under 1934 och 1935 ersattes 315-modellen av BMW 319. Först infördes den större 1,9-litersmotorn i sportversionen BMW 319/1, senare kom den till användning även i de övriga modellerna. 

## BMW 329
BMW 329 var en specialversion av 319-modellen, med samma motor och chassi. Skillnaden låg i karossen, som var mycket lik den större 326-modellen. BMW 329 såldes bara som cabriolet.

## Motor
| Modell  | Motor              | Cylindervolym | Effekt | Bränslesystem    |
| ------- | ------------------ | ------------- | ------ | ---------------- |
| 319/329 | 6-cyl radmotor ohv | 1911 cm³      | 45 hk  | Dubbla förgasare |
| 319/1   | 6-cyl radmotor ohv | 1911 cm³      | 55 hk  | Tre förgasare    |

## Bilder

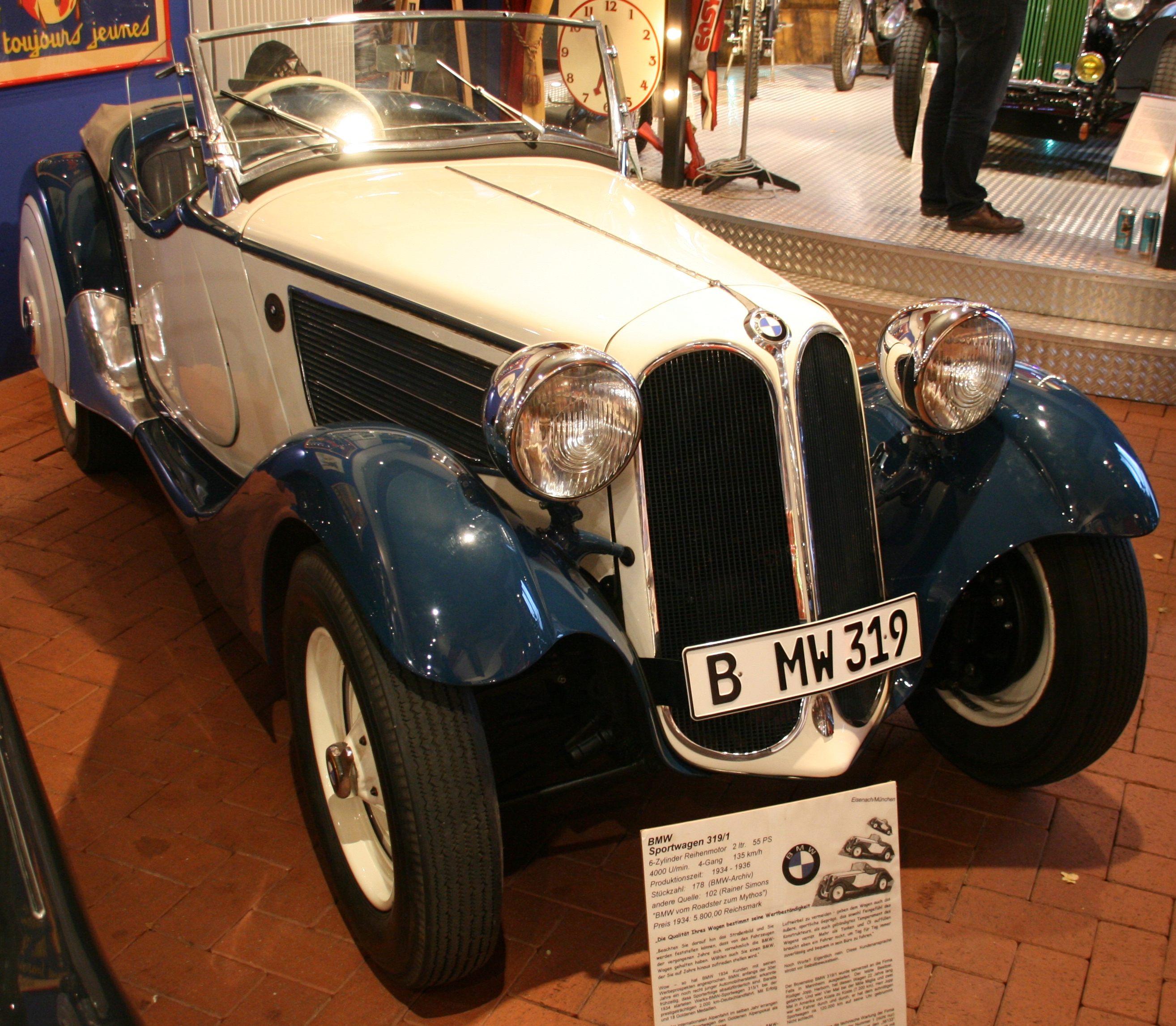
BMW 319/1 Sportcabriolet
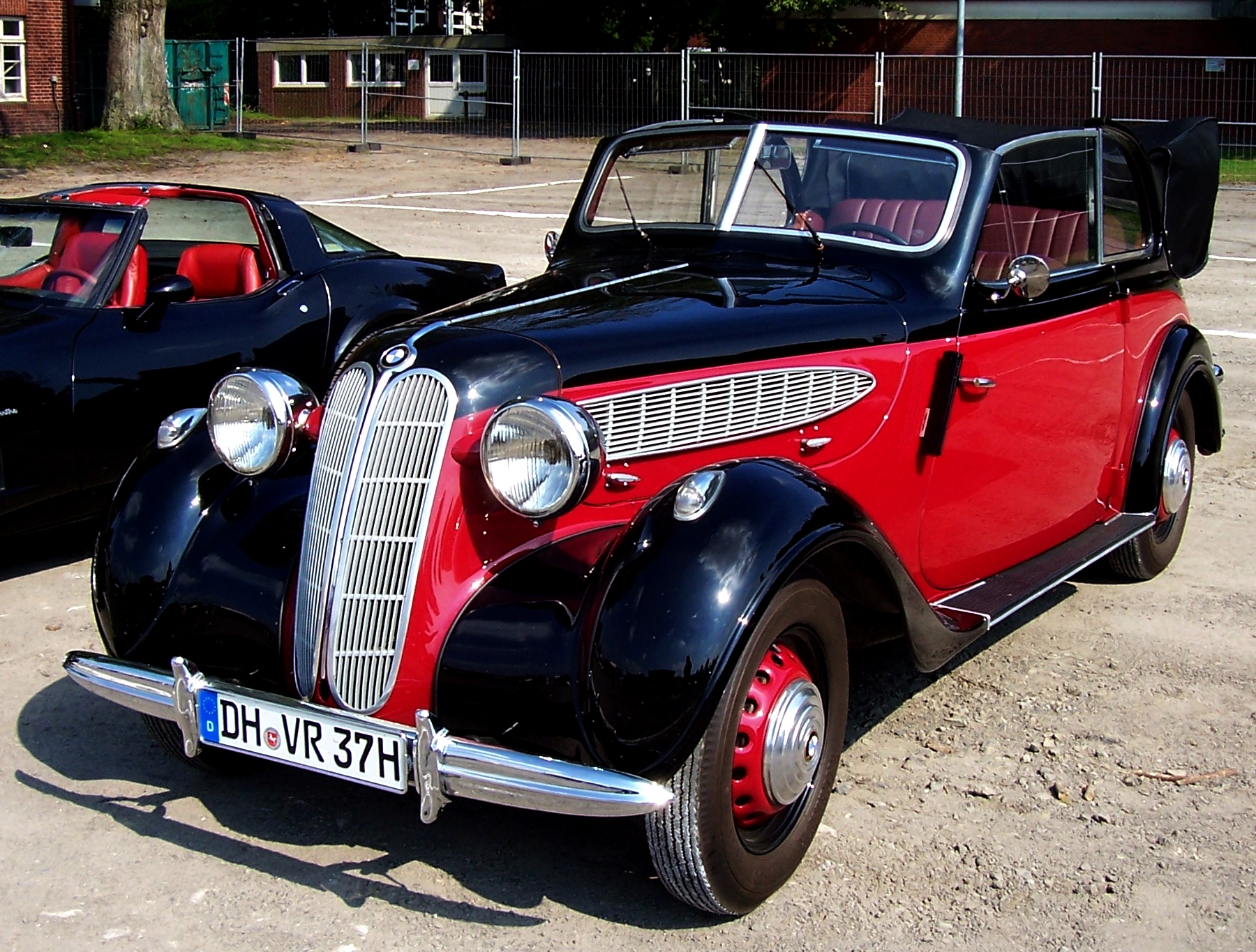
BMW 329